# トーディ
トーディ（伊: Todi）は、イタリア共和国ウンブリア州ペルージャ県にある、人口約16,000人の基礎自治体（コムーネ）。

## 地理

### 位置・広がり

#### 隣接コムーネ
隣接するコムーネは以下の通り。括弧内のTRはテルニ県所属を示す。
- アックアスパルタ (TR)
- アヴィリアーノ・ウンブロ (TR)
- バスキ (TR)
- コッラッツォーネ
- フラッタ・トディーナ
- グアルド・カッタネーオ
- マルシャーノ
- マッサ・マルターナ
- モンテ・カステッロ・ディ・ヴィービオ
- モンテッキオ (TR)
- オルヴィエート (TR)
- サン・ヴェナンツォ (TR)

### 気候分類・地震分類
トーディにおけるイタリアの気候分類 (it) および度日は、zona E, 2193 GGである。
また、イタリアの地震リスク階級 (it) では、zona 2 (sismicità media) に分類される。
- 市街中心部
- ポポロ広場とドゥオーモ
- 市街からの眺望

## 行政

### 分離集落
トーディには、以下の分離集落（フラツィオーネ）がある。
- Asproli, Cacciano, Camerata , Canonica, Casemasce, Cecanibbi, Chioano, Collevalenza, Cordigliano, Duesanti, Ficareto, Fiore, Frontignano, Ilci, Izzalini, Loreto, Lorgnano, Montemolino, Montenero, Monticello, Pantalla, Pesciano, Petroro, Pian di Porto, Pian di San Martino, Pontecuti, Pontenaia, Ponterio, Ponterio Stazione, Porchiano, Quadro, Ripaioli, Romazzano, Rosceto, San Damiano, Spagliagrano, Torrececcona, Torregentile, Vasciano

## 文化・観光
「スローシティ」加盟都市である。